# Diplocolenus abdominalis
Diplocolenus abdominalis är en insektsart som beskrevs av Fabricius 1803. Diplocolenus abdominalis ingår i släktet Diplocolenus och familjen dvärgstritar.

## Underarter
Arten delas in i följande underarter:
- D. a. rufus
- D. a. vernalis